# Tung Chee-hwa
 Tung Chee-hwa, född 7 juli 1937 i Shanghai, är en kinesisk affärsman och politiker. Han blev Hongkongs förste chefsminister när den forna kronkolonin återgick till kinesisk suveränitet 1997.
Tung var den kinesiske skeppsredaren Tung Chao Yungs äldste son och tog över familjeföretaget Orient Overseas Container Line (OOCL) efter faderns död 1981. När OOCL befann sig på ruinens brant 1985 räddades företaget av den kinesiska staten genom affärsmannen Henry Fok.
När Hongkong återgick till kinesisk suveränitet 1997 blev han dess förste chefsminister och påbörjade sin andra mandatperiod 2002. Tung blev så småningom mycket impopulär i Hongkong och 2003 demonstrerade mer än en halv miljon Hongkong-bor för att han skulle avgå. Han avgick den 10 mars 2005.
Tung är idag vice ordförande i det nationella utskottet i Kinesiska folkets politiskt rådgivande konferens.